# تاینی بیسیک
تاینی بیسیک (به انگلیسی: Tiny BASIC) یکی از نسخه‌های زبان برنامه‌نویسی بیسیک برای ریزرایانه‌ها است که در سال ۱۹۷۴ میلادی توسط دنیس آلیسون و برای کاربرد در ریزرایانهٔ Altair 8800 طراحی شد. دستورهای آن زیرمجموعه‌ای از دستورهای زبان بیسیک است و تنها حدود ۲ کیلوبایت از حافظه را اشغال می‌کند. برای کوچک‌شدن برنامه، پشتیبانی از رشته‌ها و ممیز شناور در این زبان حذف شده‌است.
تاینی بیسیک از نخستین نرم‌افزارهایی است که در قالب کپی‌لفت ارائه شد.

## تاینی بیسیک وان
تاینی بیسیک وان (به انگلیسی: TinyBASIC One) یک مفسر ساده برای بیسیک است که به منظور یادگیری هر چه سریعترِ برنامه‌نویسی، برای مبتدیان در رسبری پای طراحی شده است.